# Hickelhöhle
Die Hickelhöhle ist die zweitgrößte Höhle der Sächsischen Schweiz und ein beliebtes Ziel für Wanderer.
Die Höhle liegt in den Thorwalder Wänden, oberhalb des Großen Zschands südlich des Zeughauses, auf der Flur des Sebnitzer Ortsteils Ottendorf. Zusammen mit dem Kuhstall zählt sie zu den bekanntesten Höhlen der Sächsischen Schweiz. Mit 12 bis 14 m Tiefe und 45 m Breite handelt es sich bei der Hickelhöhle um eine sehr breite Schichtfugenhöhle, die als Halbhöhle ausgebildet ist. Diese Schichtfugenhöhlen, die für die Sächsische Schweiz typisch sind, entstehen durch von oben einsickerndes Niederschlagswasser an wasserundurchlässigen Zwischenlagen, den so genannten Schichtfugen. Diese gehen auf die schichtweise Ablagerung toniger Bestandteile während der Sandablagerungen im Kreidemeer zurück. Die großbankige Struktur des Sandsteins im Bereich der Thorwalder Wände hat dabei zur Größe der Höhle beigetragen.
Oberhalb der Hickelhöhle befindet sich der Hickelkopf, ein nach fast allen Seiten überhängender und lediglich auf drei kleinen Sockelfüßchen stehender Kletterfelsen.